# F·D·C·威拉德

F·D·C·威拉德的签名（爪印）

F·D·C·威拉德（英語：F. D. C. Willard，1968年—1982年）是一只名为切斯特（Chester）的暹罗猫所使用的笔名，它用这个名字在国际物理学期刊中分别作为合著者和第一作者发表过研究论文。

## 背景
1975年，密歇根州立大学的美国物理学家和数学家傑克·H·赫林頓（Jack H. Hetherington）希望在物理评论快报上发表他在低温物理领域的一些研究成果。 他的一位同事对其论文进行了审稿，指出赫林頓在他的文本中大量使用了复数形式第一人称，但作者只有他一人，期刊可能会拒绝这样的文章发表。为了不去花时间重新修改文章，或将复数人称改为单数形式、引入共同作者，赫林頓决定凭空捏造出一个作者。

## 出版历程
赫林頓有一只名叫切斯特的暹罗猫，它是一只名叫威拉德的暹罗猫的后代。 由于担心可能会被同事认出他宠物的名字，他认为最好用宠物名字的首字母。 由于大多数美国人姓名中都至少包括两个名，他援引二名法中家猫的名词Felis domesticus作为切斯特的中间名，并将完整的名字缩写为F. D. C. 。最终，他发表了标题为“Two-, Three-, and Four-Atom Exchange Effects in bcc ³He”的论文，作者为J·H·赫林頓和F·D·C·威拉德，被《物理评论》接受，发表在该刊的1975年11月（第35期）的杂志中。
在1978年于格勒诺布尔举行的第15届低温物理国际会议上，赫林頓的合著者的真实身份被曝光。赫林頓将他的文章的签名副本发送给了他的朋友和同事，其中包括了其合著者的“签名”（爪印）。后来，又出现了另一篇文章，由F·D·C·威拉德独自撰写，标题为“L'hélium 3 solide. Un antiferromagnétique nucléaire”，1980年9月在法国大众科学杂志《La Recherche》上出版。在此之后，威拉德在学术界销声匿迹。

## 反响
对赫瑟灵顿与其合著者发表在《物理评论》中的文章被频繁引用，对于这篇文章中合著者的真实身份的揭露使得该合著者举世闻名。据说，当咨询者向密歇根州立大学的赫瑟灵顿办公室查询时，如果赫瑟灵顿缺席，咨询者会转而要求与合著者交谈。F·D·C·威拉德从此以后在脚注中多次出现，以示感谢他“对讨论的有益贡献”或口头交流，甚至被授予了教授职位。F·D·C·威拉德有时会被列入“著名的猫”或“载入史册的猫”列表中。作为愚人节的一个玩笑，2014年，美国物理学会宣布，由猫撰写的论文，包括赫林頓與威拉德的论文，将自此成为开放获取文章（APS的论文通常需要付费订阅或通过网络机构访问才能获取）。

## 拓展阅读
- Sam Stall. . Quirk Books. January 2007: 22  [2020-04-21]. ISBN 978-1-59474-163-0. （原始内容存档于2020-08-11）.